# Statut Krajowy Galicji
Statut Krajowy Galicji z 1861 r. , Statut krajowy Królestwa Galicji i Lodomerii z Wielkim Księstwem Krakowskim – prowincjonalna konstytucja Galicji nadana przez cesarza Austrii i króla Węgier Franciszka I Józefa, określająca zasady funkcjonowania i zakres kompetencji Sejmu Krajowego oraz Wydziału Krajowego. 
Statut krajowy Galicji był kodyfikacją bardzo zwięzłą, normującą jedynie podstawowe zasady ustrojowe. Uzupełniały go akty wykonawcze i ustawy szczegółowe. Obowiązywał do 1918 r.

## Geneza
Przegrana Austrii w wojnie z Piemontem i Francją (bitwa pod Magentą, Solferino z 1859 r.), ukazały słabość centralistycznego i biurokratycznego systemu sprawowania rządów, który nie liczył się z poddanymi wielonarodowościowego państwa. Wiedeńskie koła rządowe podjęły starania na rzecz reform, by zapobiec rozpadowi monarchii. Od tego czasu głównie na Węgrzech oraz w Galicji podjęto intensywne działania zmierzające do osiągnięcia szerokiej autonomii.
Pierwszą zmianę wprowadzał patent z 5 marca 1860, przyznający prawo do zasiadania w Radzie Państwa 38 przedstawicielom sejmów krajowych (na Galicję miało przypadać 3 posłów). 1 czerwca 1860 r. na pierwszej sesji Rady Państwa otwartej przez cesarza, reprezentanci Węgrów, Czechów, Polaków i Włochów, zażądali uznania historycznej odrębności swoich krajów i uznania ich odpowiedniej autonomii. Za przekształcenie Austrii w federację zagłosowało 59, a za pozostawieniem dawnego porządku 29. Głosowanie otworzyło bezpośrednią drogę do przeprowadzenia zmian. Dyplom październikowy z 1860, choć nie wszedł w życie, okazał się kompromisem między stronnictwami. Nadany przez cesarza akt, ściśle określał uprawnienia Rady Państwa (art. II), pozostawiając przy tym szeroki zakres działania sejmów krajowych. Taki układ zawdzięcza się m.in. hr. A. R. Gołuchowskiemu, który wysunął dalekowzroczną koncepcję powolnego rozpadu monarchii Habsburgów. Mimo odejścia Gołuchowskiego i powołania na stanowisko ministra stanu centralisty A. von Schmerlinga, nie można było odwrócić skutków ogłoszenia Dyplomu. Nowy minister mógł tylko zmodyfikować akt. Toteż w 26 lutego 1861 r, ogłoszono Patent Lutowy wraz ze statutami krajowymi dla poszczególnych prowincji cesarstwa.

## Budowa aktu
Statut Krajowy Królestwa Galicji i Lodomerii z Wielkim Księstwem Krakowskim jako załącznik do patentu cesarskiego z 26 lutego 1861, liczył 43 artykuły i podzielony był na 3 rozdziały. W pierwszym „O reprezentacji krajowej w ogólności” (15 artykułów) został przedstawiony skład sejmu oraz sprawy wyborcze. W drugim „O zakresie działalności reprezentacji krajowej” (17 artykułów) omówiono zakres kompetencji Sejmu i Wydziału Krajowego, a w trzecim „O toku czynności” (11 artykułów) wszelkie sprawy z funkcjonowaniem sejmu.

### RozdziałI[8]
Składał się z 150 (od 1900 r.- 161) członków, skład którego wchodzili:
- Wchodzący z urzędu jako wiryliści, tzn. poza wyborami- reprezentanci Kościoła Katolickiego (trzech biskupów obrządku rzymskokatolickiego, trzech greckokatolickiego, arcybiskup lwowski obrządku ormiańskiego), rektorzy uniwersytetów w Krakowie i Lwowie. Z czasem poszerzono skład na 3 biskupów lwowskich, 5 katolickich, prezesa Akademii Umiejętności w Krakowie i Lwowie, rektora Politechniki Lwowskiej. Resztę, tzn. 149 posłów pochodziło z wyborów.Statut Krajowy Galicji

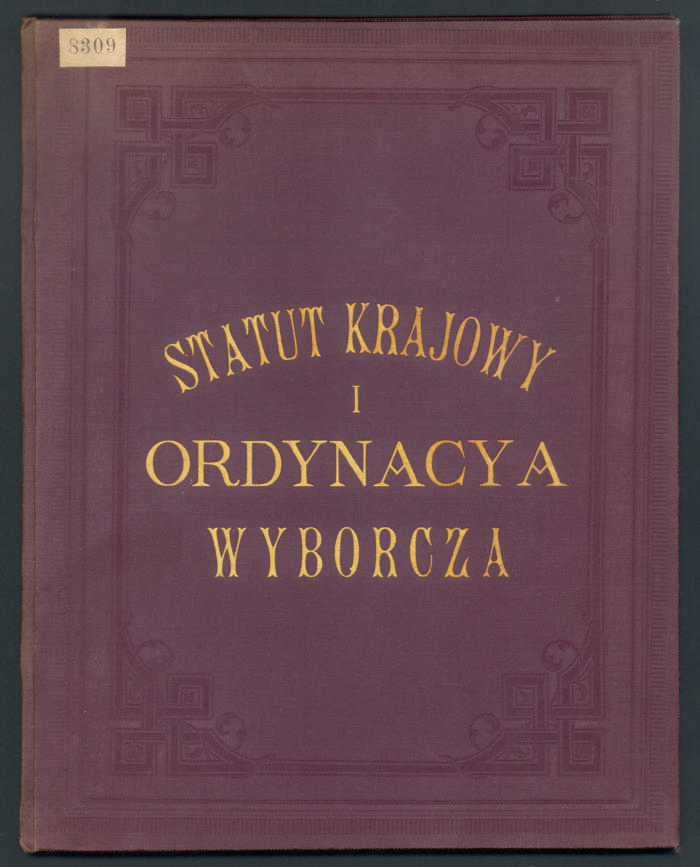
Statut Krajowy Galicji

Wybierani w drodze wyborów w kuriach:
- reprezentanci kurii wielkiej własności ziemskiej (44 posłów), wybierani przez posiadaczy dóbr tabularnych”, czyli w większości szlacheckich (cenzus majątkowy – opłacanie minimum 100 złotych reńskich podatku rocznie). Uprawnieni do głosowania były również kobiety, osoby prawne i ubezwłasnowolnieni, jeśli tylko spełniali ten warunek.
- reprezentanci kurii izb przemysłowo- handlowych (3 posłów), wybierani w wyborach pośrednich przez członków i zastępców tych izb we Lwowie, Krakowie i Brodach.
- reprezentanci miast w liczbie 23, 26 (po 1896 r.), 31 (od 1900 r.) wybierani w wyborach bezpośrednich przez osoby opłacające podatki (pierwszeństwo mieli ci, którzy płacili najwyższe)
- reprezentanci gmin wiejskich i miasteczek oraz dóbr tabularnych poniżej 100 złotych reńskich rocznie- wybierani w wyborach pośrednich

System kurialny został tak skonstruowany, aby umożliwić ziemianom uzyskanie bezwzględnej większości w sejmie. Zaś prawo wyborcze oparto na zasadzie reprezentacji interesów.

### Organizacja Sejmu i Wydziału Krajowego
Sejm
1. Sejm miał się zbierać raz w roku we Lwowie.
2. Kadencja trwała sześć lat.
3. Cesarz mianował marszałka.
4. Obrady przeprowadzano na posiedzeniach jawnych.
5. Sprawy obrad pochodziły od rządu, Wydziału Krajowego, na wniosek komisji sejmowych lub pojedynczych posłów
6. Do poddania uchwały pod głosowanie konieczna była obecność więcej niż połowy wszystkich posłów, a dla ważności uchwały- bezwzględna większość. W przypadku równości głosów wniosek był uważany za odrzucony. Aby przegłosować zmiany dotyczące statutu wymagano 3/4 głosów wszystkich posłów. Wymagały sankcji cesarskiej.
7. Posłowie posiadali mandat wolny.
8. Głosem doradczym namiestnik Galicji.
9. O rozpoczęciu kadencji posła, stanowiła przysięga na wierność cesarzowi, przestrzeganiu ustaw sejmowych oraz sumiennym wypełnianiu swoich obowiązków, złożona na ręce marszałka.

Zakres kompetencji sejmu i uprawnienia:
Ustawodawczy: sprawy związane z
- produkcją rolną i leśną (ochrona pól, chów bydła, leśnictwo, polowanie, rybołówstwo), z ustrojem rolnym, kredytem rolnym, podziałem gruntów, regulacją wód
- gospodarką finansową kraju (sprawy budżetowego preliminarza krajowego i składanie rachunków z dochodów krajowych i z podatków)
- ustalaniem składu osobowego Wydziału Krajowego
- samorządem terytorialnym
- z zaopatrzeniem i zakwaterowaniem wojska
- od 1867 r.- ustawodawstwo szkolne, zasad organizacji sądów i władz administracyjnych
- od 1907 r.- ustawodawstwo cywilne, karne i karno-policyjne w zakresie spraw należących do kompetencji sejmu

Poza ustawodawczy:
- wybór Wydziału Krajowego
- kompetencje nadzorcze nad samorządem terytorialnym

Najważniejszym uprawnieniem sejmu był wybór 38 członków do Izby Posłów Rady Państwa (szczegółowy tryb wyborów regulowała ustawa o reprezentacji państwa). Mógł również wzywać władze w Wiedniu, aby wydały przepisy, określiły normy wykraczające poza kompetencje sejmu.
Skład i organizacja Wydziału Krajowego (organ wykonawczy sejmu)
1. Przewodniczącym marszałek sejmu.
2. Dwóch zastępców mianowanych przez cesarza na 6 lat.
3. Posłowie- 3 posłów wyłonionych przez sejm bezwzględną większością głosów, posłowie wybierani po jednym z każdej kurii.
4. Decyzje rozpatrywano kolegialnie.

Zadania Wydziału Krajowego obejmowały zakres działalności dawnego Wydziału Stanowego (art. 29), czyli podczas wyborów przybierał postać komisji mandatowej, sprawując nadzór nad aktami wyborczymi oraz przedstawiając sejmowi wnioski o uznaniu ważności wyboru na posła. Według art. 30 łączył funkcję komisji sejmowej z organem administracji (biura sejmu), przygotowywał posiedzenia oraz zajmował się utrzymywaniem lokali urzędów i organów bezpośrednio podlegających sejmowi.
W zakresie władzy wykonawczej należało:
- sprawowanie administracyjnego nadzoru nad majątkiem krajowym, urzędnikami
- przysługiwało mu prawo inicjatywy ustawodawczej- wg regulaminu sejmu, wnioski mogły być od razu kierowane do drugiego czytania
- kierowanie obradami w sejmie nad wnioskami przygotowanymi na polecenie sejmu i z własnej inicjatywy
- wg art. 27 wykonywano „prawa patronatu i prezencji, prawa proponowania lub mianowania kandydatów na miejsca fundacyjne lub stypendialne”
- zastępował „reprezentację krajową we wszystkich sprawach prawnych”

Statut krajowy był bardzo zwięzłą kodyfikacją. Art. 32 odsyła do innych regulacji, dlatego inne zadania zostały zawarte szczegółowo w aktach niższej rangi np. w ustawach gminnych, czy ustawie o reprezentacji powiatowej.